# C. Louis Leipoldt
Dr. Christian Frederik Louis Leipoldt (n. 28 decembrie 1880 - d. 12 aprilie 1947) a fost un scriitor sud-african de limbă afrikaans.
În poemele sale, în care lirismul exuberant alternează cu meditația și sarcasmul, a evocat războiul anglo-bur.
Proza sa este de factură psihanalitică și fantastică.

## Scrieri
- 1911: Unchiul Gert ("Oom Gert vertel")
- 1920: Ziua lui Dingaan ("Dingaansdag")
- 1923: Din trei continente ("Uit drie wêrelddele")
- 1923: Vrăjitoarea ("Die heks")
- 1927: Unde joacă spectrele ("Waar spoke speel")
- 1930: Ultima seară ("Die laaste aand")
- 1932: Consolarea frumuseții ("Skoonheidstroons")
- 1932: Șoarecele roșu ("Die rooi rotte")
- 1936: Cântecele unui chefliu ("Slampamperliedjies")
- 1937: Pitica ("Die dwergvroutje").

1. 1 2  Autoritatea BnF, accesat în 10 octombrie 2015